# Liste der britischen Botschafter in Saudi-Arabien
Die Liste umfasst die Leiter der britischen Auslandsvertretung in Dschidda seit 1925. Der offizielle Titel der Botschafter lautet: Her Britannic Majesty’s Ambassador to the Kingdom of Saudi Arabia.
1926 überfiel Abd al-Aziz ibn Saud, mit seinen wahhabitischen Kriegern das Königreich Hedschas und vereinigte den Hedschas mit dem Nadschd als wesentlichen Teil des 1932 gegründeten Königreich Saudi-Arabien. 1927 gab Großbritannien im Abkommen von Dschidda, das im Ersten Weltkrieg vom Osmanischen Reich eroberte Gebiet entlang der Westküste Arabiens, genannt Britisches Protektorat Arabien an Abd al-Aziz ibn Saud ab und garantierte die Unabhängigkeit Arabiens.
| Ernennung/Akkreditierung | Name                                     | Bemerkungen                                 | ernannt von       | akkreditiert während der Regierung von | Posten verlassen |
| ------------------------ | ---------------------------------------- | ------------------------------------------- | ----------------- | -------------------------------------- | ---------------- |
| 1925                     | Stanley Rupert Jordan                    | geschäftsführender Konsul in Dschidda       | Stanley Baldwin   | Hussein ibn Ali (Hedschas)             | 1926             |
| 1926                     | Norman Mayers                            | Konsul in Dschidda                          | Stanley Baldwin   | Saud ibn Abd al-Aziz                   | 1927             |
| 1927                     | Herbert Jakins                           | Konsul in Dschidda                          | Stanley Baldwin   | Saud ibn Abd al-Aziz                   | 1929             |
| Dez. 1929                | William Bond                             | (* 1894) Geschäftsträger                    | Stanley Baldwin   | Saud ibn Abd al-Aziz                   | 1. Mai 1930      |
| 1. Mai 1930              | Andrew Ryan                              |                                             | Ramsay MacDonald  | Saud ibn Abd al-Aziz                   | 1936             |
| 1936                     | Reader Bullard                           |                                             | Stanley Baldwin   | Saud ibn Abd al-Aziz                   | Dez. 1939        |
| 1. Jan. 1940             | Francis Hugh William Stonehewer Bird     |                                             | Winston Churchill | Saud ibn Abd al-Aziz                   |                  |
| 12. Aug. 1943            | Stanley Rupert Jordan                    | [ 1 ]                                       | Winston Churchill | Saud ibn Abd al-Aziz                   | 7. Feb. 1945     |
| 20. Okt. 1945            | Laurence Grafftey-Smith                  |                                             | Clement Attlee    | Saud ibn Abd al-Aziz                   | 1947             |
| 31. Okt. 1947            | Alan Charles Trott                       |                                             | Clement Attlee    | Saud ibn Abd al-Aziz                   |                  |
| 2. Nov. 1951             | Georg Clinton Pelham                     |                                             | Clement Attlee    | Saud ibn Abd al-Aziz                   |                  |
| 14. Mai 1955             | Harold Beeley                            |                                             | Anthony Eden      | Saud ibn Abd al-Aziz                   |                  |
| 24. Okt. 1955            | Roderick Parkes                          |                                             | Anthony Eden      | Saud ibn Abd al-Aziz                   | 17. Nov. 1956    |
| 17. Nov. 1956            | diplomatische Beziehung unterbrochen     |                                             | Anthony Eden      | Saud ibn Abd al-Aziz                   | 19. Apr. 1963    |
| 1963                     | Thomas Frank Brenchley                   | Geschäftsträger                             | Anthony Eden      | Saud ibn Abd al-Aziz                   |                  |
| 19. Apr. 1963            | Colin Crowe                              |                                             | Harold Macmillan  | Saud ibn Abd al-Aziz                   |                  |
| 31. Okt. 1964            | Morgan Charles Garnet Man                |                                             | Harold Macmillan  | Saud ibn Abd al-Aziz                   |                  |
| 1968                     | Horace Phillips                          | von der saudischen Regierung zurückgewiesen | Harold Wilson     | Faisal ibn Abd al-Aziz                 |                  |
| 23. Juni 1968            | Willie Morris                            |                                             | Harold Wilson     | Faisal ibn Abd al-Aziz                 | 1972             |
| 1972                     | Alan Keir Rothnie                        |                                             | Edward Heath      | Faisal ibn Abd al-Aziz                 | 1976             |
| 1976                     | John Wilton                              |                                             | James Callaghan   | Chalid ibn Abd al-Aziz                 | 1979             |
| 1979                     | James Craig                              |                                             | Margaret Thatcher | Chalid ibn Abd al-Aziz                 | 1984             |
| 1984                     | Patrick Wright, Baron Wright of Richmond |                                             | Margaret Thatcher | Fahd ibn Abd al-Aziz                   | 1986             |
| 1986                     | Stephen Egerton                          |                                             | Margaret Thatcher | Fahd ibn Abd al-Aziz                   | 1989             |
| 1989                     | Alan Munro                               |                                             | Margaret Thatcher | Fahd ibn Abd al-Aziz                   | 1993             |
| 1993                     | David Gore-Booth                         |                                             | John Major        | Fahd ibn Abd al-Aziz                   | 1996             |
| 1996                     | Andrew Green                             |                                             | John Major        | Fahd ibn Abd al-Aziz                   | 2000             |
| 2000                     | Derek Plumbly                            |                                             | Tony Blair        | Fahd ibn Abd al-Aziz                   | 2003             |
| 2003                     | Sherard Cowper-Coles                     |                                             | Tony Blair        | Fahd ibn Abd al-Aziz                   | 2006             |
| 2006                     | William Patey                            |                                             | Tony Blair        | Fahd ibn Abd al-Aziz                   | 2010             |
| 2010                     | Tom Phillips                             |                                             | David Cameron     | Fahd ibn Abd al-Aziz                   |                  |